# Lista över BASIC-dialekter
Ett urval BASIC-dialekter: (Det finns många fler varianter)
- ABC-BASIC (Utvecklad av Luxor)
- Acorn Atom Basic
- Amiga BASIC
- AOS BASIC (I stordator med "Advanced Operating System" från Data General)
- Ap BASIC (127 kbyte, passande kompilator finns)
- APF Basic
- Apple BASIC
- Apple II BASIC
- Apricot BASIC
- Atari BASIC
- Basic 80 (= MicroSoft Basic V. 5.0)
- BASIC 86
- BASICA (= Advanced BASIC)
- BBC Basic
- Benton Harbor Basic Användes i Heathkit-datorer
- Blitz Basic
- Commodore PET Basic
- CP/M-BASIC
- Cromenco 16k extended Basic
- DarkBASIC
- DEC Basic Plus-2
- Digital Group Opus 1 Basic, Opus 2 Basic
- EP BASIC (114 kbyte, variant från Electronics Research and Service Organization, ERSO)
- FreeBASIC
- GfA BASIC (kompilerande)
- GW BASIC (81 kilobyte)
- Harris Basic-V
- Heath Benton-Harbour Basic
- Honywell Series-60 Basic
- Hotbasic kompilerade basic till assembler
- HP BASIC (Hewlett-Packards variant)
- HP 2000 Basic
- Liberty Basic
- MAX Basic
- MSX BASIC
- MicroPolis Basic
- North Star Basic
- PDS BASIC (Professional Development System Basic = QUICK BASIC Extended, utvecklad av MicroSoft)
- PowerBASIC
- Prime Basic/VM
- Processor Technology 8k Basic
- QBasic (194 kbyte, en bantad version av QUICK BASIC)
- REALbasic
- S-basic från Sharp
- S'-basic (Utökad S-basic)
- Sinclair Basic (Utvecklat speciellt för ZX-80-processorn.)
- Sperry-Univac System/9 Basic
- TDL Basic
- Texas Instruments 990 Basic
- thinBasic interpretator för MS Windows
- TRS-80 Disc Basic
- TRS-80 Level 1 Basic Radio Shack
- TSC Extended Basic
- VBASICA (Victors variant; en utvidgning av MS-BASIC)
- Wang Basic
- 4k BASIC (en primitiv variant inte mer än 4 kilobyte stor, men dock med de viktigaste funktionerna.) Ett annat namn är Tiny Basic.